# Fallax antarcticus
Fallax antarcticus är en armfotingsart som beskrevs av Foster 1974. Fallax antarcticus ingår i släktet Fallax och familjen Aulacothyropsidae. Inga underarter finns listade i Catalogue of Life.